# Scheinzypressen
Die Scheinzypressen (Chamaecyparis [kʰamae̯ˈkyparɪs] < agriech. χαμαί [kʰaˈmae̯] ‚am Boden‘ und κυπάρισσος [kyˈparisːos] „Zypresse“) bilden eine Pflanzengattung in der Familie der Zypressengewächse (Cupressaceae). Sie ähneln den Echten Zypressen so sehr, dass die Botaniker des 19. Jahrhunderts die Scheinzypressen-Arten noch der Gattung der Echten Zypressen (Cupressus) zuordneten. Der Unterschied zu den Echten Zypressen besteht darin, dass Scheinzypressen stärker abgeflachte Zweige und zweierlei schuppenartige Blätter sowie kleinere Zapfen besitzen und die Samenreife früher erfolgt. Die etwa fünf Arten (Chamaecyparis) sind in den nördlicheren Breiten Nordamerikas und Ostasiens (Japan und Taiwan) verbreitet (Holarktis).

## Beschreibung

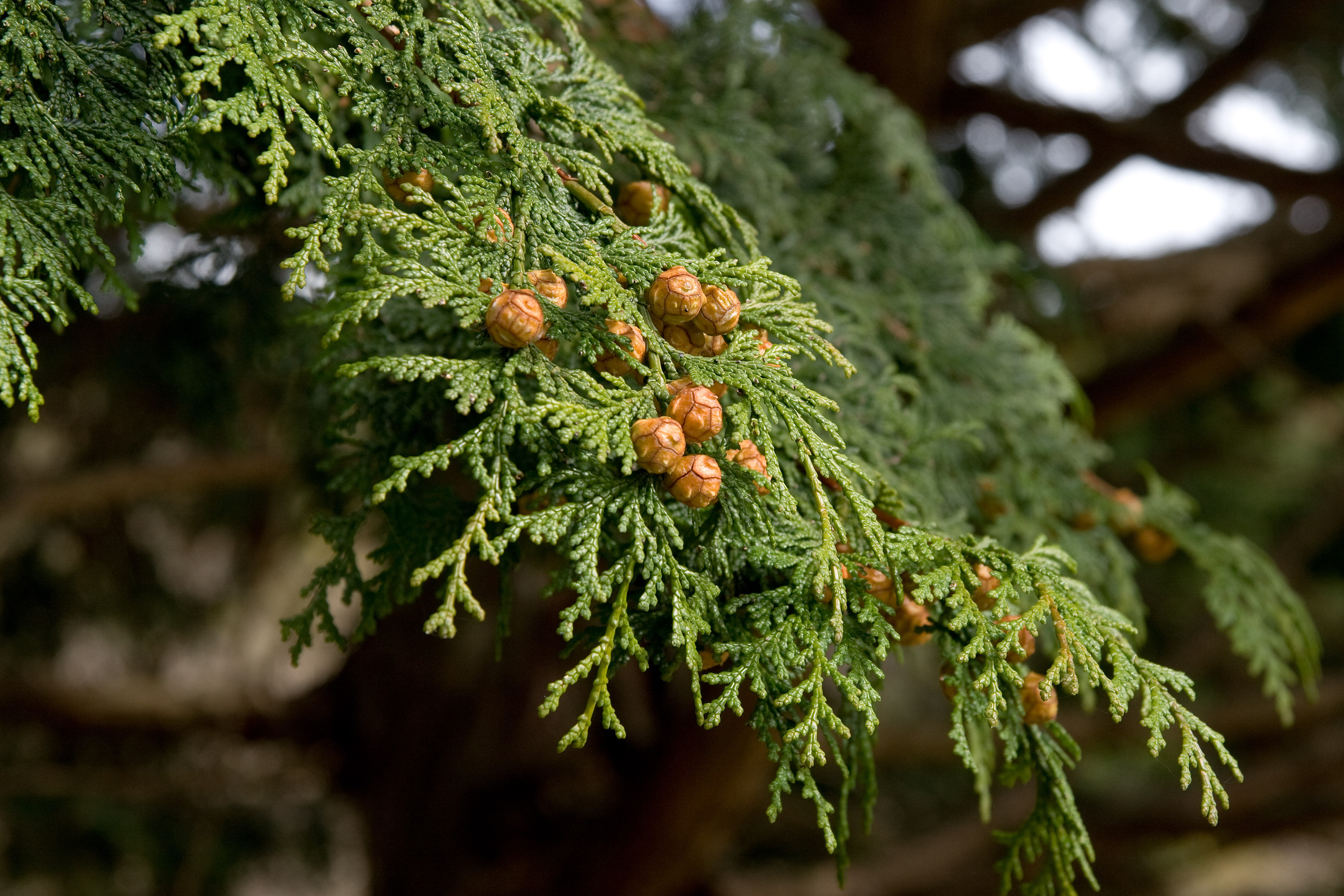
Hinoki-Scheinzypresse (Chamaecyparis obtusa)

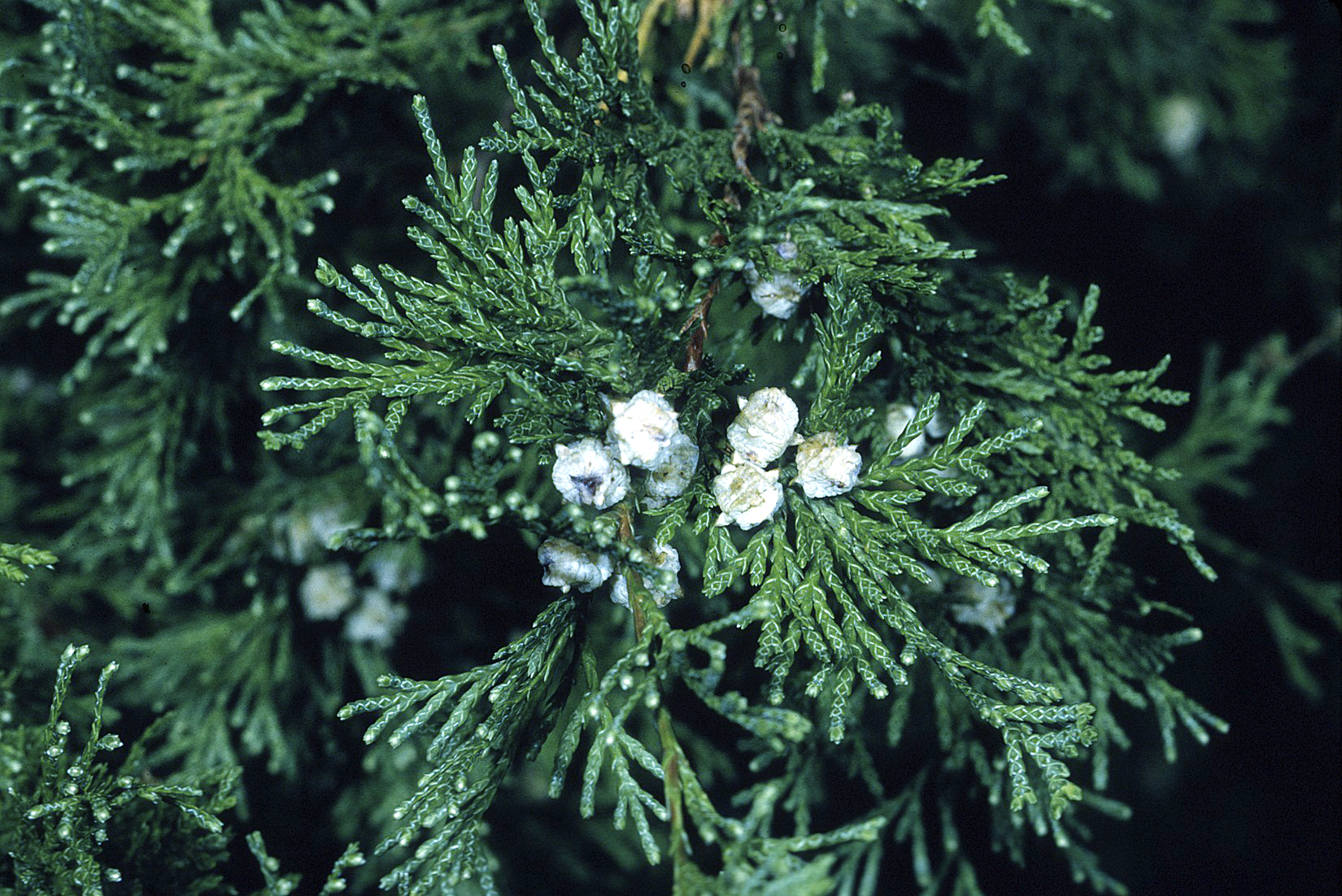
Weiße Scheinzypresse (Chamaecyparis thyoides)

Es sind immergrüne Bäume mit pyramidalem Habitus oder selten Sträucher. Das Individuum mit der größten Wuchshöhe der Gattung ist ein Chamaecyparis formosensis mit einem Stammdurchmesser (Brusthöhendurchmesser) von 6,56 Metern und einer Wuchshöhe von 55 Metern im Verwaltungsgebiet Miaoli Tai An am Fluss Da An in Taiwan, dieses Exemplar wird dort „juwu bashen mu“ („riesiges Gottesholz“) genannt. Der älteste Baum der Gattung steht in Taiwan und ist wohl etwa 3000 Jahre alt.
Die schuppenartigen Blätter sind in vier Reihen an den Zweigen angeordnet und überlappen sich dicht.
Sie sind einhäusig getrenntgeschlechtig (monözisch). Die männlichen Zapfen sind eiförmig und meist rot, sonst gelb; sie enthalten sechs bis acht Mikrosporophylle mit je zwei bis vier Pollensäcken. Die weiblichen Zapfen stehen an den Zweigenden und sind kugelig, meist anfangs bläulich, sonst grün oder violett, beim Reifen braun werdend. Sie bestehen aus acht bis zwölf Zapfenschuppen. Pro fertiler Zapfenschuppe sind meist zwei Samen enthalten, jedoch sind ein bis fünf zu beobachten. Von der Bestäubung bis zur Reife der Samen dauert es etwa sechs Monate. Es werden ein bis 20 Samen pro Zapfen gebildet. Die rötlich-braunen Samen haben seitlich zwei häutige, gleich große Flügel.
Keimlinge haben meist zwei, selten drei Keimblätter (Kotyledone).

## Inhaltsstoffe
Alle Pflanzenteile sind giftig. Die ätherischen Öle haben sehr stark reizende Wirkung auf Haut und Schleimhaut. Oral aufgenommen kommt es zuerst zu Übelkeit, Erbrechen und Durchfall.
Wichtige Pflanzeninhaltsstoffe sind Thujene, Pinene und andere Terpene.

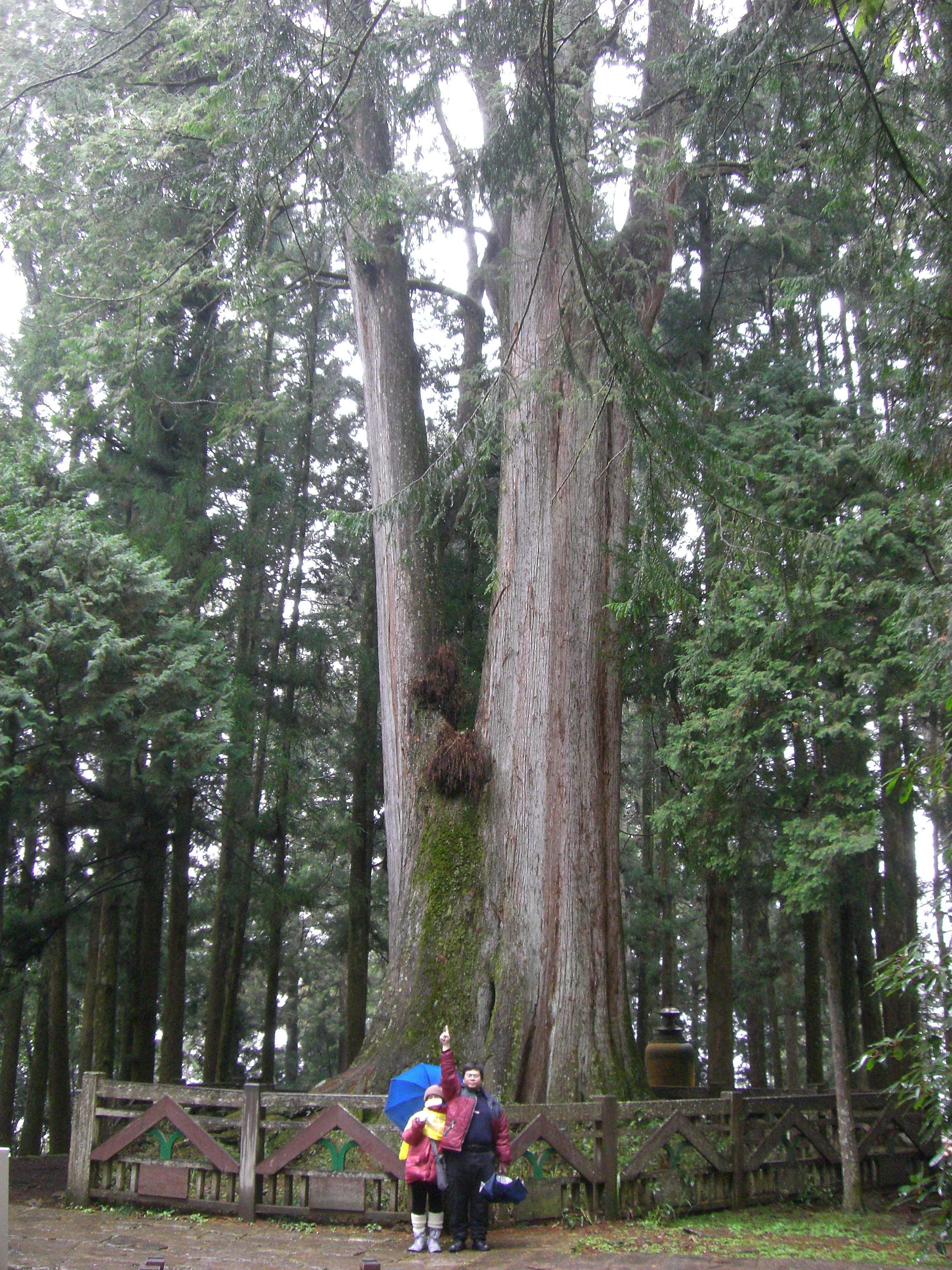
Chamaecyparis formosensis in Taiwan

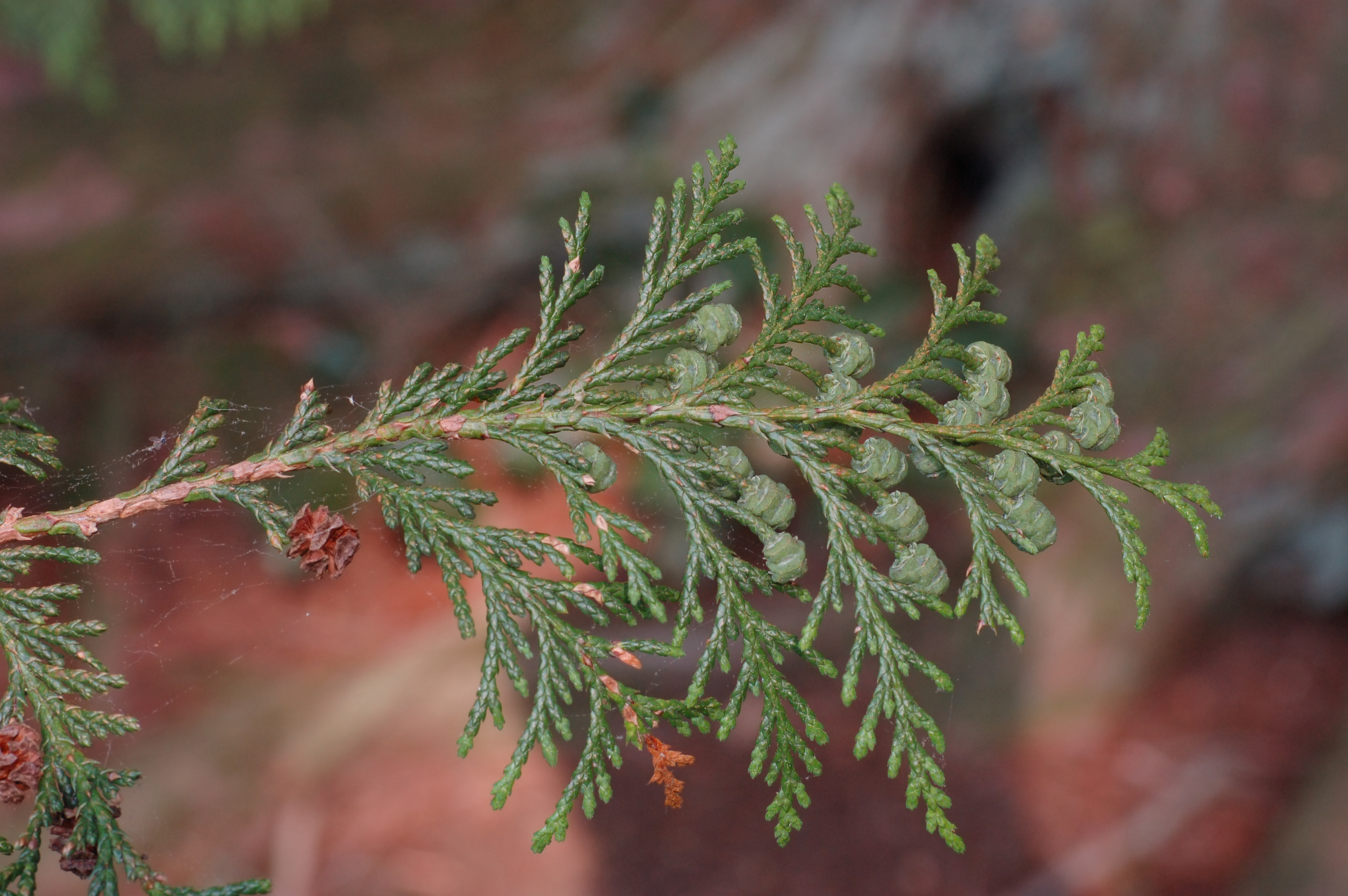
Sawara-Scheinzypresse (Chamaecyparis pisifera)

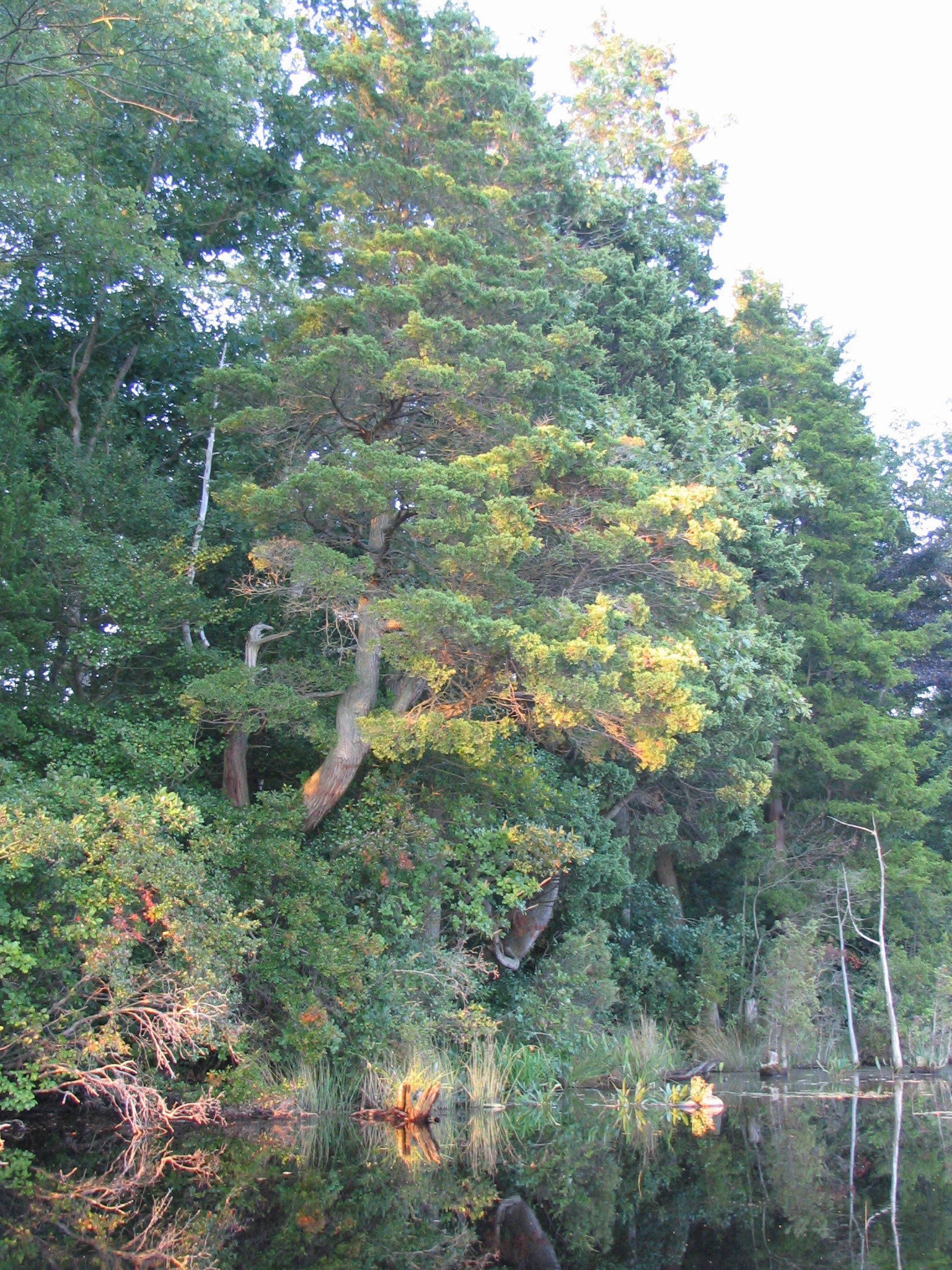
In der Bildmitte: Weiße Scheinzypresse (Chamaecyparis thyoides) am Lake Atsion in den New Jersey Pine Barrens (USA)

## Systematik und Verbreitung
Die Scheinzypressen-Arten (Chamaecyparis) sind in den nördlicheren Breiten Nordamerikas und Ostasiens (Japan und Taiwan) beheimatet (Holarktis), siehe auch bei den Arten.
Man unterscheidet in der Gattung Scheinzypressen (Chamaecyparis) fünf Arten und die folgenden Unterarten und Varietäten:
- Chamaecyparis formosensis Matsum.: Diese seltene Art ist im nördlichen und im zentralen Taiwan beheimatet[2] in Höhenlagen zwischen 1000 und 2900 Metern.
- Lawsons Scheinzypresse[3] (Chamaecyparis lawsoniana (A.Murray) Parl.): Diese Art ist im südwestlichen Oregon und im nordwestlichen Kalifornien beheimatet.[2]
- Hinoki-Scheinzypresse (Chamaecyparis obtusa (Sieb. & Zucc.) Endl.), auch Muschelzypresse oder Feuer-Scheinzypresse genannt: Diese Art ist in Taiwan beheimatet. Man unterscheidet zwei Varietäten:
  - Chamaecyparis obtusa var. obtusa: Sie kommt im südlichen und im südlich-zentralen Japan vor.[2]
  - Chamaecyparis obtusa var. formosana (Hayata) Rehder (Syn.: Chamaecyparis obtusa forma formosana Hayata, Chamaecyparis taiwanensis Masamune & Suzuki): Sie kommt im nördlichen und im zentralen Taiwan vor.[2]
- Sawara-Scheinzypresse, auch Erbsenfrüchtige Scheinzypresse genannt, (Chamaecyparis pisifera (Siebold & Zucc.) Endl.): Diese Art ist in Japan im südlichen Honshu und im zentralen Kyushu beheimatet.[2]
- Weiße Scheinzypresse (Chamaecyparis thyoides (L.) Britton, Sterns & Poggenb.): Diese Art ist in den östlichen USA beheimatet. Es gibt zwei Unterarten:
  - Chamaecyparis thyoides subsp. thyoides: Sie kommt in den östlichen Vereinigten Staaten vor.[2]
  - Chamaecyparis thyoides subsp. henryae (H.L.Li) E.Murray (Syn.: Chamaecyparis henryae H.L. Li, Chamaecyparis thyoides var. henryae (H.L.Li) Little): Sie kommt in Alabama, Florida und Mississippi vor.[2]

Lange Zeit wurde auch die Art Nootka-Scheinzypresse oder Nutka-Scheinzypresse (Chamaecyparis nootkatensis (D.Don) Spach) zur Gattung Chamaecyparis gestellt; sie gehört seit 2002/2004 als Xanthocyparis nootkatensis (D.Don) Farjon & D.K.Harder zur Gattung Xanthocyparis; wird aber von manchen Autoren auch als Callitropsis nootkatensis (D.Don) Oerst. zur Gattung Callitropis gestellt.

## Verwendung
Einige Chamaecyparis-Arten und ihre Kulturformen sind Zierpflanzen für Parks und Gärten.